# Egerom
Egerom este o companie producătoare de ambalaje din mase plastice din România.
Compania a fost înființată în anul 1994, având capital turcesc și deține o singură unitate de producție în București.
Compania produce pungi din plastic, role alimentare, saci din plastic și de asemenea importă și comercializează utilaje de ambajat.
Număr de angajați în 2004: 150
Cifra de afaceri în 2003: 2,6 milioane euro